# Like (京都市の企業)
株式会社Like（ライク）は京都に本社を置き、インテリア雑貨・家庭日用品など幅広い商品を取り扱う卸売り業者。取り扱いのカテゴリー範囲が広く、取り扱い商品数は8万点を超える。

## 概要
株式会社Likeは400社を超える仕入先と、8万点を超える取り扱い商品アイテムを持っている卸売り業者。
京都市南区に本社を持ち、物流センターを淀にて運用。
- 創業　1970年2月1日
- 設立　2014年6月1日
- 資本　4700万円
- 従業員　40名（内契約社員32名）

### 役員
- 代表取締役会長　上田 俊男
- 代表取締役社長　河合 良紀
- 取　締　役　　真鍋 誠良
- 監　査　役　　田中 雅郎

## 所在地

### 本社事務所
住所　京都市南区久世築山町378-15　NDスクエア 302

### 淀物流センター
住所　京都市伏見区淀美豆町414-10　京阪淀ロジスティクスヤードB棟

## 沿革
- 1970年2月 「京都家庭用品卸商協同組合」設立
- 1971年9月 社屋・倉庫など完成 土地　2,564平米　建物延2,500平米 協業化完全実施
- 1972年2月 名称を「京都カテイ協業組合」とし組織変更
- 1987年10月 オンライン受発注および経理システム導入
- 1994年9月 第2次販売・管理システム導入
- 2000年9月 第3次販売・管理システム導入
- 2006年10月 創立35周年記念式典を挙行
- 2007年1月 第4次販売・管理システム導入 システムをオープン化し、社内全館無線LAN・受発注のEDI化を実施
- 2014年6月 組織変更により「京都カテイ協業組合」を「株式会社Like」に組織変更 それに伴い一部事業を分割し、「株式会社京都カテイ」を設立
- 2016年5月 京都市伏見区淀に物流センター増設し、運用開始

## 事業内容
- 家庭用品・日用品の企画、製造、販売、輸入出
- インターネットを利用した通信販売
- インターネットを利用した新規サービスの企画、開発、実施及びコンサルティング
- 販売に関する仕入れ業務
- 上記項目に付帯する一切の事業

## 関連会社
- 株式会社京都カテイ
- 全国家庭用品卸商業協同組合

## その他
フットサル関西リーグ所属　 lindbarecao (リンドバロッサ)  のシャツスポンサー